# 자전축 기울기

회전체의 자전축은 회전 방향으로 오른손을 감싸쥐었을 때, 엄지가 가리키는 방향으로 정의된다.

자전축 기울기(영어: Axial tilt)는 천체의 자전축과 공전축 사이의 각도를 말한다. 천체의 적도면과 궤도면 사이의 각도와 같으며, 적도 기울기라고도 한다.
자전축과 공전축의 방향은 오른손 법칙을 이용하여 정할 수 있다. 천체의 북극 방향에서 바라보았을 때, 반시계 방향으로 자전하며, 마찬가지로 궤도면의 수직 방향에서 바라보면 천체는 반시계 방향으로 공전한다.
공전 방향과 반대로 자전하는 금성의 자전축 기울기는 177.3°의 큰 값을 가진다. 천왕성의 자전축 기울기는 97°로 북극이 공전면에 가까이 누워있다. 누워있는 행성중 가장 많이 거론되는 행성이다.

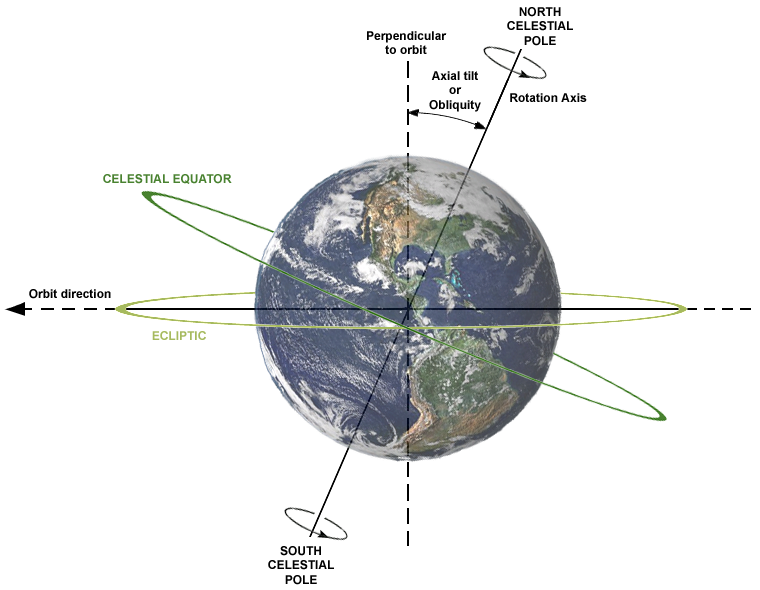
지구의 자전축 기울기는 약 23.5°이다.

태양계에서 지구의 공전면은 황도면이며, 지구의 자전축 기울기는 황도 경사각이라고 부른다. 지구의 자전축 기울기는 약 23.5도이다.
지구의 자전축 기울기는 약 41,013년을 주기로 22° 38’에서 24° 21’ 사이에서 변동한다. 다른 천체의 자전축 기울기는 더 심하게 변하는데, 예를 들어 화성의 자전축은 다른 천체의 중력 섭동의 영향으로 11°에서 49° 사이로 변화한다. 지구의 자전축이 상대적으로 안정적인 것은 달의 영향 때문이다.

## 주요 천체의 자전축 기울기
| 천체   | 자전축 기울기(°) | 자전축 기울기(rad) |
| ------ | ---------------- | ------------------ |
| 수성   | 0.0352           | 0.000614           |
| 금성   | 177.4            | 3.096              |
| 지구   | 23.5             | 0.93838            |
| 달     | 6.688†           | 0.1167             |
| 화성   | 25.19            | 0.4396             |
| 세레스 | ~4               | 0.07               |
| 목성   | 3.13             | 0.0546             |
| 토성   | 26.73            | 0.4665             |
| 천왕성 | 97.77            | 1.7064             |
| 해왕성 | 28.32            | 0.4943             |
| 명왕성 | 119.61           | 2.0876             |
| 에리스 | ~78              | 1.3613             |

† 황도면을 기준으로 한 달의 자전축 기울기는 1.5424° (0.02692 R)이다.

## 같이 보기
- 밀란코비치 주기
- 극운동
- 자전